# Irina Avvakúmova
Irina Andréyevna Avvakúmova –en ruso, Ирина Андреевна Аввакумова– (Moscú, 14 de septiembre de 1991) es una deportista rusa que compite en salto en esquí.
Participó en tres Juegos Olímpicos de Invierno, entre los años 2014 y 2022, obteniendo una medalla de plata en Pekín 2022, en el trampolín normal por equipo mixto, y el cuarto lugar en Pyeongchang 2018, en el trampolín normal individual.

## Palmarés internacional
| Juegos Olímpicos | Juegos Olímpicos | Juegos Olímpicos | Juegos Olímpicos    |
| Año              | Lugar            | Medalla          | Prueba              |
| ---------------- | ---------------- | ---------------- | ------------------- |
| 2022             | Pekín (China)    | Medalla de plata | TN por equipo mixto |